# Улица Краму
Улица Кра́му (латыш. Krāmu iela, Мелочная улица) — короткая улица в Риге, в историческом районе Старый город. Ведёт от улицы Тиргоню до улицы Яуниела. Длина улицы — 58 метров.

## История
Известна с 1343 года (латыш. Sīktirgotāju iela), в 1418 году указывалась как Krāmera(-u). Русское название — Мелочный переулок.

## Достопримечательности
- д. 2 — Жилой дом XVII—XVIII веков, перестроен в 1875 году, архитектор Фридрих Вильгельм Хесс.
- д. 3 — Жилой дом (1730, перестроен в 1879 году, архитектор Виктор де Грабе.
- д. 4 — здания XVI—XVII веков, перестроены в XVIII веке.
- д. 6 — Жилой дом был (XVI век, перестроен в 1871 году, архитектор Хуго Виллс, реконструирован в 1947 году).
- д. 8 — XVI век, перестроен в 1947 году.

Запоминается внешним видом дом на углу с улицей Тиргоню (улица Тиргоню, д. 17) — офисное здание с магазином было построено в 1985 году, примыкающий к дому сзади (с улицы Розена) винный погреб реконструирован в 1998 году по проекту архитектора Модриса Лиепы.

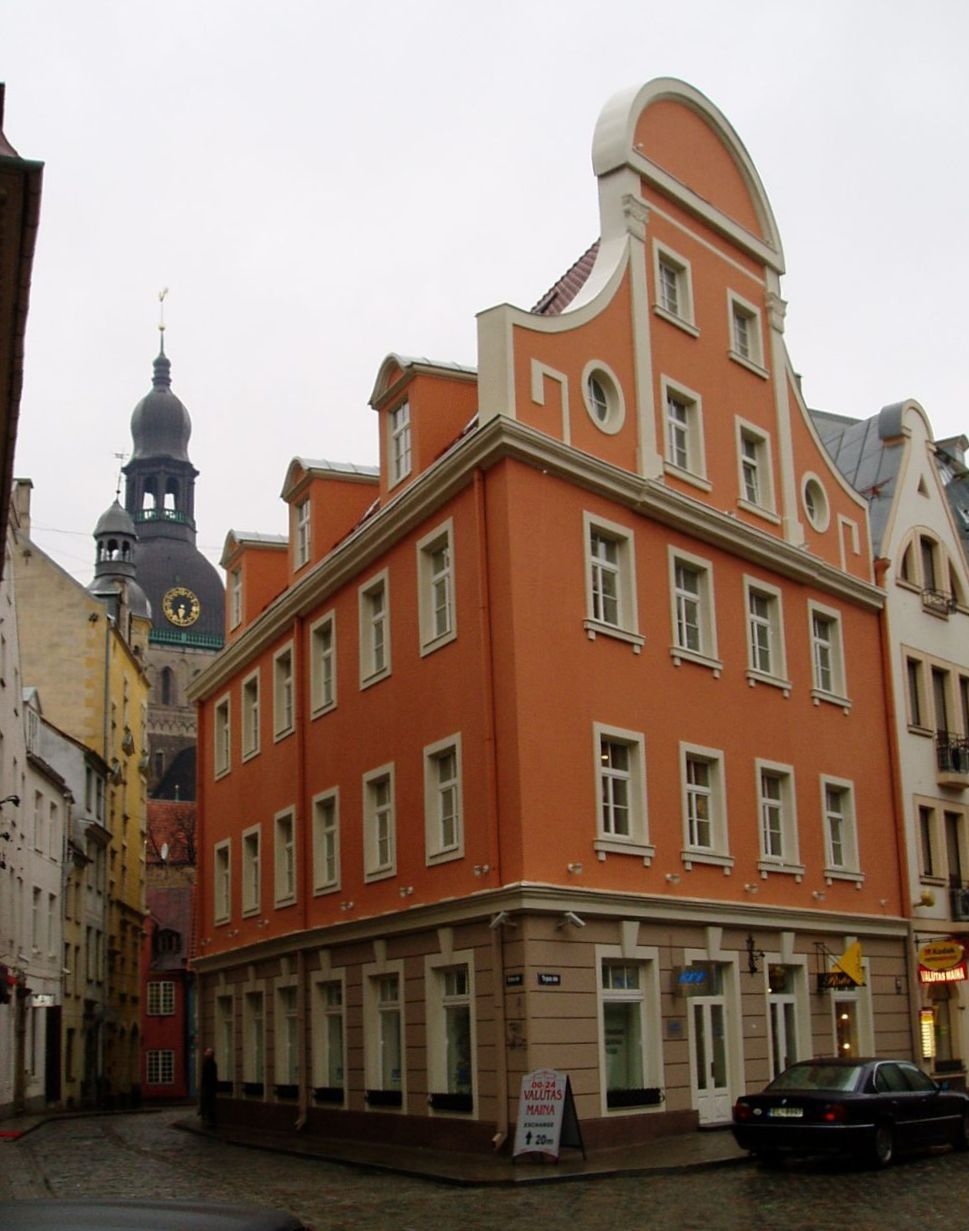
улица Тиргоню, д. 17

На углу с улицей Яуниела (Яуниела, д. 25/27) находится известный «Дом на Цветочной улице» (1903, архитектор Вильгельм Бокслаф), который был снят в ряде «швейцарских» сцен фильма «Семнадцать мгновений весны».